# فلات (بوزي)
فلات (بالفارسية: فلت) هي منطقة سكنية تقع في إيران في قسم بوزي الريفي. يقدر عدد سكانها بـ 55 نسمة .